# راي إيلدر
راي إيلدر (بالإنجليزية: Ray Elder)‏ هو مهندس أمريكي، ولد في 19 أغسطس 1942 في كاروثرز في الولايات المتحدة، وتوفي في 24 نوفمبر 2011.

## وصلات خارجية
- راي إيلدر على موقع Racing-Reference.info (الإنجليزية)
- راي إيلدر على موقع DriverDB.com (الإنجليزية)